# Waldmünchen
Waldmünchen är en stad i Landkreis Cham i Regierungsbezirk Oberpfalz i förbundslandet Bayern i Tyskland.  Waldmünchen har cirka 6 800 invånare.

## Kommundelar
Waldmünchen har 62 kommundelar.
| - Albernhof - Almosmühle - Alte Ziegelhütte - Althütte - Arnstein - Ast - Beckenhöhle - Blumloh - Bonholz - Buchwalli - Eglsee - Englmannsbrunn - Eschlhof - Eschlmais - Geigant - Gibacht | - Gleßling - Grub - Hagbügerl - Haidhof - Hammer - Haschaberg - Häuslarn - Heinzlgrün - Herzogau - Hirschhöf - Hocha - Hochabrunn - Höll - Katzbach - Keilbügerl - Kramhof | - Kritzenast - Kühnried - Kümmersmühle - Lampachshof - Lengau - Lenkenhütte - Lodischhof - Machtesberg - Moosdorf - Neue Ziegelhütte - Ochsenweid - Perlhütte - Posthof - Prosdorf - Pucher | - Rannersdorf - Ringberg - Oberer Roßhof - Unterer Roßhof - Schäferei - Sinzendorf - Spielberg - Straßenhäusl - Ulrichsgrün - Untergrafenried - Unterhütte - Waffenschleife - Waldmünchen - Zieglhütte - Zillendorf |